# Saint-Pol-sur-Mer
Saint-Pol-sur-Mer település Franciaországban, Nord megyében. Lakosainak száma 20 479 fő (2018. január 1.).

## Népesség
A település népessége az elmúlt években az alábbi módon változott:
| Lakosok száma | 22 100 | 20 373 | 20 479 |
|               | 2006   | 2017   | 2018   |